# DVV-Pokal (herrar)

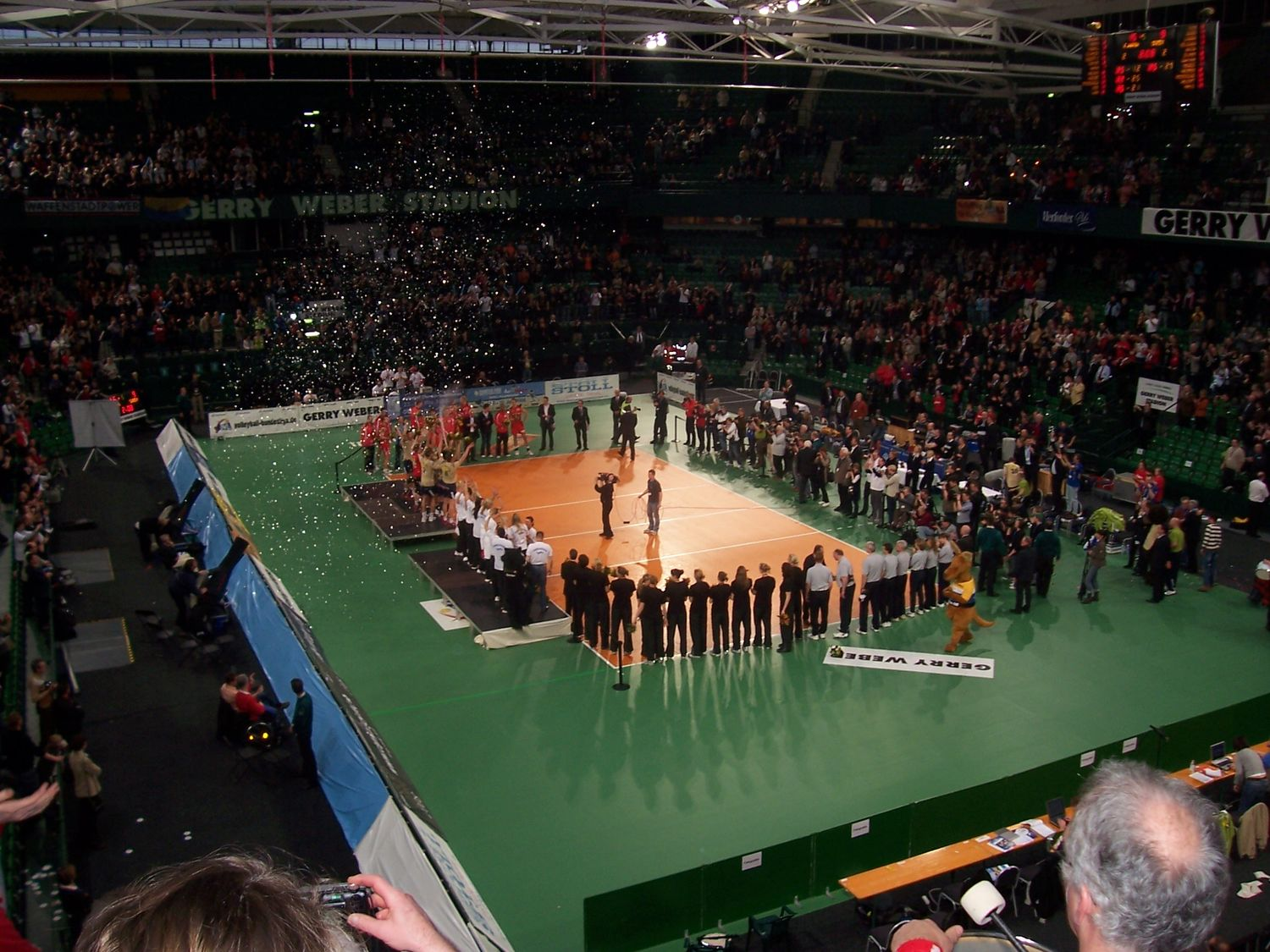
Ceremonin efter finalen 2008

DVV-Pokalen herrupplaga har, liksom damupplagan, genomförts sedan 1973.  
Vinnaren kvalificerar sig för CEV Cup. Trofén för cupen är mörkgråguld, är 61 centimeter hög och väger 8,5 kilogram.

## Vinnare[2]
| År   | Vinnare                  |
| ---- | ------------------------ |
| 1973 | TSV 1860 München         |
| 1974 | Hamburger SV             |
| 1975 | TSV 1860 München         |
| 1976 | USC Münster              |
| 1977 | Hamburger SV             |
| 1978 | TSV 1860 München         |
| 1979 | TSV 1860 München         |
| 1980 | TSV 1860 München         |
| 1981 | VBC Paderborn            |
| 1982 | VC Passau                |
| 1983 | Hamburger SV             |
| 1984 | USC Gießen               |
| 1985 | Hamburger SV             |
| 1986 | VdS Berlin               |
| 1987 | SC Fortuna Bonn          |
| 1988 | Bayer 04 Leverkusen      |
| 1989 | Hamburger SV             |
| 1990 | TSV Milbertshofen        |
| 1991 | Moerser SC               |
| 1992 | 1. VC Hamburg            |
| 1993 | Moerser SC               |
| 1994 | SCC Berlin               |
| 1995 | SV Bayer Wuppertal       |
| 1996 | SCC Berlin               |
| 1997 | ASV Dachau               |
| 1998 | VfB Friedrichshafen      |
| 1999 | VfB Friedrichshafen      |
| 2000 | SCC Berlin               |
| 2001 | VfB Friedrichshafen      |
| 2002 | VfB Friedrichshafen      |
| 2003 | VfB Friedrichshafen      |
| 2004 | VfB Friedrichshafen      |
| 2005 | VfB Friedrichshafen      |
| 2006 | VfB Friedrichshafen      |
| 2007 | VfB Friedrichshafen      |
| 2008 | VfB Friedrichshafen      |
| 2009 | Generali Haching         |
| 2010 | Generali Haching         |
| 2011 | Generali Haching         |
| 2012 | VfB Friedrichshafen      |
| 2013 | Generali Haching         |
| 2014 | VfB Friedrichshafen      |
| 2015 | VfB Friedrichshafen      |
| 2016 | Berlin Recycling Volleys |
| 2017 | VfB Friedrichshafen      |
| 2018 | VfB Friedrichshafen      |
| 2019 | VfB Friedrichshafen      |
| 2020 | Berlin Recycling Volleys |
| 2021 | United Volleys Frankfurt |
| 2022 | VfB Friedrichshafen      |